# Gailbach (Blies)
Der Gailbach (französisch Ruisseau le Gailbach, im örtlichen Dialekt „Gelbach“) ist ein knapp fünf Kilometer langer Bach im Osten des ehemaligen Lothringen und im Süden des Saarlandes, der von links in die Blies mündet. Die beiden Orte Obergailbach auf französischer Seite und Niedergailbach auf deutscher Seite der Grenze sind nach ihrer Lage am Bachlauf benannt.

## Geographie

### Verlauf
Der Gailbach entspringt südöstlich von Obergailbach und er mündet auf einer Höhe von etwa 209 m ü. NN von links in den deutsch-französischen Grenzfluss Blies unmittelbar oberhalb von Reinheim.
Die ihn umgebenden Anhöhen sind Mittelbruck, Zitters, Brücker Berg, und bei Niedergailbach Buchenberg, Sperrberg, Buchenbüsch und Galgenberg.

### Zuflüsse
- Wallringer Bach, im Elleretal (= Erlental) zwischen Sperrberg und Buchenberg (rechts)
- Zwenbach (links)

## Umwelt
Der Gailbach ist ein karbonatischer Mittelgebirgsbach. Er zeichnet sich negativ durch eine hohe Wanderbarrierendichte, Phosphor- und Stickstoffbelastungen durch Gülleeinleitungen, Ammoniumbelastungen und ein Sauerstoffdefizit aus.
Der zu Frankreich gehörende Teil des Buchenbergs „Pelouses à Obergailbach“ ist Natura 2000-Schutzgebiet, davon wiederum ein kleiner Teil „Le Grundwiese“ als Zone naturelle d’intérêt écologique, faunistique et floristique (ZNIEFF). Der zu Deutschland gehörende Bachlauf ist Teil des Biosphärenreservats Bliesgau.